# 佐藤快孝
佐藤 快孝（さとう よしたか）は、日本の警察官僚。警察庁刑事局組織犯罪対策部組織犯罪対策第二課長。

## 来歴
三重県出身。東京大学文学部を卒業後、2002年（平成14年）、警察庁に入庁。
「国の治安を守る」という普遍的な価値観に魅力を感じ、警察官僚を目指したという。
入庁後、長崎県警察本部刑事部捜査第二課長、警視庁生活安全部サイバー犯罪対策課長、公益財団法人日本台湾交流協会台北事務所、内閣官房内閣情報調査室調査官、警視庁公安部外事第一課長などを歴任。
2022年4月1日、初代関東管区警察局サイバー特別捜査隊長兼警察庁サイバー警察局付に就任し、「都道府県警察と緊密に連携して目に見える形で成果をあげ、サイバー空間の安全・安心の確保に努めたい」と抱負を語った。
2024年4月1日、初代関東管区警察局サイバー特別捜査部長兼警察庁サイバー警察局付に就任し、「重大サイバー事案の上位被疑者の特定や組織の全容解明といった、我々にしかできない役割を一層強力に推進していきたい」と抱負を述べた。
2025年1月17日、警察庁刑事局組織犯罪対策部組織犯罪対策第二課長に就任。

## 略歴
- 2002年
  - 4月-   警察庁入庁[5]
  - 8月-   警視庁蒲田警察署[5]
- 2005年10月- 大阪府吹田警察署生活安全課課長代理[13]
- 2008年3月-   長崎県警察本部刑事部捜査第二課長[14]
- 2010年4月-   内閣官房内閣情報調査室参事官補佐[6][15]
- 2012年6月-   コロンビア大学留学[6]
- 2013年8月-   警視庁生活安全部サイバー犯罪対策課長[16]
- 2015年12月- 警察庁長官官房国際課課長補佐[6]
- 2016年3月-   公益財団法人日本台湾交流協会台北事務所[6]
- 2019年3月-   警察庁警備局付(内閣官房内閣情報調査室調査官)[6][17]
- 2021年1月-   警視庁公安部外事第一課長 (任警視正)[18][19]
- 2022年
  - 3月-   警察庁長官官房付[20][21]
  - 4月-   関東管区警察局サイバー特別捜査隊長兼サイバー警察局付 (初代)[7][8][9]
- 2024年4月-   関東管区警察局サイバー特別捜査部長兼サイバー警察局付 (初代、任警視長)[11][10][12]
- 2025年1月-   警察庁刑事局組織犯罪対策部組織犯罪対策第二課長[1][2][3][4]